# Прибулець (телесеріал)
«Прибулець» — український комедійний серіал виробництва «Мамахохотала». Серіал виходив на телеканалі «ТЕТ».

## Cезони
Перший сезон виходив у кінці 2020 року на телеканалі «ТЕТ». Другий сезон виходив з 12 квітня 2021 до 23 квітня 2021 на телеканалі «ТЕТ».

## Опис
Серіал розповідає про те, як прибулець розбився на НЛО об Землю й потрапив до звичайної української сім'ї. Прийнявши образ звичайної людини він вирішує повернутися як можна швидше, але його справжню подобу вже встигла побачити одна сім'я. Вони дали йому ім'я — Іван, а також вигадали йому професію. Тепер вони мають приховати його особистість, а прибулець має навчитися бути звичайним землянином.